# Raymond Stevens
Raymond Stevens (Camberley, 26 de julio de 1963) es un deportista británico que compitió en judo.
Participó en los Juegos Olímpicos de Barcelona 1992, obteniendo una medalla de plata en la categoría de –95 kg. Ganó una medalla de plata en el Campeonato Europeo de Judo de 1994.

## Palmarés internacional
| Juegos Olímpicos   | Juegos Olímpicos   | Juegos Olímpicos | Juegos Olímpicos |
| Año                | Lugar              | Medalla          | Categoría        |
| ------------------ | ------------------ | ---------------- | ---------------- |
| 1992               | Barcelona (España) | Medalla de plata | –95 kg           |
| Campeonato Europeo |                    |                  |                  |
| Año                | Lugar              | Medalla          | Categoría        |
| 1994               | Gdańsk (Polonia)   | Medalla de plata | –95 kg           |